# ペリリュー 楽園のゲルニカ
『ペリリュー 楽園のゲルニカ』（ペリリュー らくえんのゲルニカ）は武田一義による日本の漫画。『ヤングアニマル』（白泉社）にて2016年4号から2021年8号まで連載された。原案協力は平塚柾緒（太平洋戦争研究会）。2017年日本漫画家協会賞優秀賞。同誌2022年7号から、「本編では拾いきれなかったエピソード」が描かれたスピンオフ『ペリリュー –外伝–』が短期集中連載として連載された。
ペリリューの戦いの史実を参考にしながらフィクションとして構成される。南洋の楽園ペリリュー島を舞台として、22歳で漫画家志望の田丸一等兵の視点から日米の地上戦を描いており、人物を優しい筆致で可愛らしくデフォルメしたり、美しい景色を背景とする一方で、激しい戦闘や傷ついた死体など凄惨な場面も描写する。主人公の田丸は漫画を描く気弱な若者で、緊張感をなごませる。
親しみやすい三頭身のキャラクターが戦場の悲惨な現実に直面していくため、読後感の重い作品。戦争漫画としては異例なことに発行部数が2年で30万部を超えた。読者からは「イラストはかわいらしいがテーマは凄まじい。戦争について考えさせられる」というような感想が寄せられる。
メディアミックスとして、連載終了と同時にアニメ化が発表されている。2025年12月に劇場公開予定。

## 作品の経緯
きっかけは2015年4月に当時の天皇皇后（現・上皇上皇后）がペリリュー島を慰霊訪問するというニュースだった。本作品の著者の武田一義はそのニュースを見て初めてペリリュー島を知った。この年は戦後70年にあたり、白泉社『ヤングアニマル』編集部では戦争物の読み切り漫画を集めたムックを手掛けることになっていた。武田にも読み切り漫画の執筆依頼がきた。『ヤングアニマル』編集の高村からのメールには「テーマはずばり、戦争です」とあった。武田は戦争物を一度は描いてみたいと漠然と思っており、また極限状態の人間を描けるいい題材だと思っていたので、この仕事を引き受けた。天皇の慰霊訪問でペリリュー島の印象が深く、またムック全体の監修をしていた平塚柾緒がペリリュー島に詳しく、専門家に話を聞ける機会があったので、ペリリュー島を題材に選んだ。このムックで読み切り漫画「ペリリュー 玉砕のあと」（44ページ）を発表した。この読み切り漫画には本作品と同じキャラクターたちが登場するが、設定などは違っている。

### 連載開始
もともと戦争に詳しくなかった武田一義は、読み切り漫画を描くにあたり平塚柾緒から話を聞いたり本を読んだりするうちに、ペリリューについてもっと長く描きたいと思うようになった。読み切りを描いた後、『ヤングアニマル』編集の高村に連載の希望を伝えた。高村が編集長に相談したところ「ぜひ」ということになり、そこからトントン拍子が話が進んだ。こうして読み切りの縁から『ヤングアニマル』での連載が決まった。武田が過去2作を連載した講談社の『イブニング』でなかった。
武田は連載開始までに平塚の集めた材料を全て見せてもらった。最も悩んだのは、連載をもたせるためのキャラクター作りだった。最初のネームは二転三転した。武田が自分でダメ出ししてしまうからだった。ネームでは初期タイトル案を「天国の島のゲルニカ」としていたが、連載ではタイトルを「ペリリュー 楽園のゲルニカ」にした。「ペリリュー」は天皇の慰霊訪問があったとはいえ、連載当初は知名度が低かった。これに「楽園のゲルニカ」というサブタイトルを加えたのは、題材が戦争であることを示すためだった。「楽園」は南洋の楽園ペリリュー島を暗示する。「ゲルニカ」はスペインの街であるが日本人にはピカソの絵画で有名である。ピカソのゲルニカは戦争の惨禍を描いたものであり、また主人公の田丸が絵を描くことから、絵的に戦争を想起させるイメージとして「ゲルニカ」をサブタイトルに用いた。2016年2月、ヤングアニマル4号で連載を始めた。「悲惨な戦場を描くことが、どれだけ受け入れられるか不安を感じながらも、やりたくて始めた」という。
単行本第1巻は2016年7月に発売された。帯の推薦コメントは担当編集者の高村が大御所漫画家のちばてつやに依頼した。平塚柾緒の関与については、連載開始時点では平塚に「監修」を頼んだということであったが、単行本は平塚を「原案協力」としてクレジットしている。武田は単行本第1巻の発売にあたり、本作品は史実そのものではなく史実を参考にしたフィクションであり、商業ベースに乗せるため漫画としての面白さを兼ね備えることを優先し、あえて時代考証に従っていないことを述べている。
単行本第2巻は2017年1月に発売された。その翌月、武田は担当編集者の高村亮とともにペリリュー島を現地取材に訪れた。第3巻までは資料があるから描けるが、そこから先は難しいため、そのタイミングで現地取材に行こうと高村が提案したものだった。現地では中川大佐が玉砕した場所などを訪ねた。現地取材は第4巻以降を描く参考になった。

### 受賞
2017年6月、武田一義は本作品で日本漫画家協会賞優秀賞を受賞した。「かわいらしい柔らかな筆致で、戦争を恐ろしく、マンガとして面白く描いた」と評された。ちばてつや直筆の賞状には「可愛らしい温もりのある筆致ながら『戦争』という底知れぬ恐ろしさと哀しさを深く表現して見事です」と書かれていた。このほか、第20回文化庁メディア芸術祭（2017年3月受賞作品発表）で審査委員会推薦作品に選定された。これは受賞作品のほかに優れた作品を選定するものであり、本作品は「戦争の時代を生きた若者が何のために戦い、何のために生きたのかを問いかける作品」として評価された。

### 原画展
2017年、単行本第3巻の発売などを記念して、終戦72周年企画「平和への思いを紡ぐ、ペリリュー島の記憶」の開催を決定した。これは、ペリリューの戦いをテーマにするドキュメンタリー映画『追憶』との共同企画であり、これに熊本の中川道之ギャラリー、茨城の筑波海軍航空隊記念館、東洋大学の島川崇教授の3者が共鳴し、熊本・茨城・東京の3都市にて開催することになった。熊本はペリリュー守備隊長中川州男大佐の故郷であり、中川大佐の遺族らが経営する中川道之ギャラリーで本作品の原画展を企画した。茨城はペリリュー島で戦った水戸二連隊の駐屯地があったところで、筑波海軍航空隊記念館では本作品の原画展に加え、ペリリュー島で戦った兵士の遺品や写真資料を取り入れた展示を企画した。6月5日の共同記者会見では、本作品から担当編集者の高村亮が出席し、著者のコメントを代読した。この記者会見にはペリリュー島からの生還者で元陸軍軍曹の永井敬司も出席し、企画に寄せる思いを語った。7月8日、東洋大学白山キャンパス（東京）の教室で原画展を開催した。7月28日より、単行本第3巻の発売に合わせて、熊本の中川道之ギャラリーと茨城の筑波海軍航空隊記念館にて原画展を開催した。東京では8月1日より LOFT9 Shibuya の Cafeスペースにて開催した。茨城の原画展では、来場者から、絵がかわいくて若い人でも読みやすいという声が聞かれた。8月16日にはNHKニュースおはよう日本が関東甲信越ローカルで茨城の原画展を取り上げた。このニュースで語られた本作品の経緯は前述の経緯と少々異なり、茨城県出身の平塚柾緒が主体となっていた。およそ次のような話であった。

### 生還者による協力と拒絶
本作品が生まれたきっかけは2015年の天皇皇后（現・上皇上皇后）によるペリリュー島への慰霊訪問である。天皇皇后は慰霊訪問に先立ち、2人の生還者を御所に招いて懇談した。招かれたのは土田喜代一（当時95歳）と永井敬司（同93歳）であった。2人はペリリュー守備隊が玉砕した1944年11月以降、2年半近くジャングルで生き延び、祖国に生還した。後に2人は本作品に対しそれぞれ対照的な態度を示す。
土田喜代一は本作品に協力的であった。元海軍上等水兵で福岡県在住の土田は、2017年に本作品の原画展が開催された際に熊本会場を訪れ、本作品著者の武田一義と対談した。武田に対し、ペリリュー島の記録が漫画として残ることはいいことだ、じっくり読んでいきたい、と激励した。武田は土田と会えたことに感激し、土田の明るい性格を登場人物に投影したいと述べた。2018年、武田は土田を福岡県の自宅に訪ねて話を聞いたり（5月）、ペリリュー島での2回目の現地取材を行ったり（6月または夏）して取材を進めた。取材の様子をNHKのカメラが追った。
土田と対照的に、永井敬司は本作品を拒絶した。元陸軍軍曹で茨城県在住の永井は、2017年の本作品の原画展に関する共同記者会見に出席し、ペリリュー島を後世に語り継ぐことへの思いを語っていた。しかし武田への協力を断った。武田が永井に言われたのは「漫画だろうと小説だろうと何でも、戦争に関する創作物は好きではない」「戦争を体験していないあなたがなぜ戦争を描けるのか。漫画というのは軽いと思う」ということだった。2018年7月下旬、武田への協力を断った事情について取材に訪れた新聞記者に対し、永井はペリリューの戦いの惨状を語って涙を浮かべ、「あそこで戦っていない人には分からない」、「ペリリューで亡くなった人を思うと、漫画は軽い。賛成しません」と言った。記者から本作品の単行本を差し出されても手に取らなかった。
かつて戦後ペリリュー島で帰順（投降）したときも土田と永井は対照的な行動をとっていた。土田は34名の生存者の中で一番初めに投降し、終戦を確認してから仲間に投降を呼びかけた。土田たちの説得に応じて仲間の多くが投降するなかで、最後まで投降に反対したのが永井（旧姓・館）だった。館軍曹は軍人精神の持ち主として自他ともに認められていた。帰国してからも自分たちが「手をあげて投降した」とか「捕虜になった」とか言われると激しい怒りを示した。
武田一義の訪問取材に応じた土田喜代一はその5か月後に亡くなった。98歳だった。亡くなった月の翌月2日、武田による取材の様子がNHKの番組として放送された。武田への協力を断った永井敬司はこの番組で姿も名も現わさない。永井と同じ茨城県出身の平塚柾緒もこの番組に登場しない。エンディングで取材協力としてクレジットされるだけである。武田は次のように語っている。
この番組は海外ロケまでしながら熊本県向け放送であった（番組に協力しなかった永井が住む茨城県では放送されなかった）。永井は翌年11月4日に亡くなった。98歳。34人いた生還者の最後の1人だった。2020年8月現在、武田の取材を追ったNHKの番組は全世界で無料視聴可能である。

## あらすじ
本作品は史実を参考にしたフィクションであり、実在の人物・団体・事件等とは一切無関係である。
物語の冒頭で、ペリリュー島の海岸を歩く後姿の人物が「ここに祖父がいた」と語る。この人物は主人公の孫とは限らない。誰の孫なのかは後で明かされる。
昭和19年夏、漫画家志望の田丸一等兵はペリリュー島にいた。そこはサンゴ礁に囲まれ、美しい森に覆われた楽園だった。9月4日、米軍の第3艦隊艦艇約800隻、兵員約4万人がペリリュー島に向けて出動する。その島の飛行場を奪ってフィリピン攻略の足掛かりとするためである。日本軍はペリリュー守備隊約1万人が迎え撃つ。守備隊は持久戦に徹することを作戦全般の方針としていた。各所に築いた洞窟陣地は守備隊全員を収容できるほどだった。米軍は上陸前に連日空襲をしかけ飛行場周辺のジャングルを焼き払う。9月15日早朝、米軍第1海兵師団がペリリュー島に上陸する。
西浜の戦いを生き延びた田丸一等兵は、米軍上陸の3日後、仲間と共に洞窟に潜んでいた。昼も夜も米軍掃討部隊に脅かされ、酷暑の中で喉が強烈に渇く。命懸けで水を得る。開戦後およそ1か月、南洋の楽園は修羅場と化していた。田丸らは米軍の攻撃を逃れ、昼は騒音と振動と蒸し暑さの中で眠り、夜は食糧を探す日々を過ごしていた。一方、抗戦を続ける守備隊本部にも米軍の砲火が迫る。武器弾薬が尽きて食糧もない極限状態の中で、守備隊本部はついに玉砕の許可を電報で請う。米軍上陸から2か月半たった昭和19年11月24日、守備隊本部が玉砕し、組織的な戦闘を終える。生き残った田丸たちは、本部玉砕の事実を知らぬまま、水と食糧を求めてさまよう。米軍に追われ、極度の飢えと疲れで意識が朦朧とする中、田丸は幼い2人の子供の姿を見る。
焦土と化したペリリュー島に草木が戻り始めたころ、田丸たちは草木の茂みに隠れつつ食糧を探す日々を過ごしていた。ある日、洞窟の奥で米軍の缶詰とともにメッセージを見つける。それは米軍の糧秣を奪取する方法を教えるから集まれというメッセージだった。昭和20年3月10日深夜、東京大空襲と同じころ、ペリリュー島の兵士たちは一団となって米軍陣地に侵入し、糧秣を奪取することに成功する。食糧を手に入れた兵士たちは徹底持久の目標を再び掲げ、集団生活を始める。飢えを免れて一時の平穏を得る。しかし、米軍に隠れ処を狙い撃ちにされ、平穏な日々が一変する。敵襲により1日で多数の仲間を失う。生き延びた兵士たちは立て直しを図る。そして8月15日、日本は終戦を迎える。
ペリリュー島の兵士たちは終戦を知らずに潜伏を続けていた。平穏な日々が続く。最後の敵襲から1年半たった昭和21年秋、島民が米軍の艦に乗って島へ帰ってくる。終戦を推測した吉敷は米軍のゴミ捨て場から新聞や雑誌を持ち帰る。そこには英文で終戦と書かれていた。祖国の人々が米兵と共に満面の笑顔で写真を撮っていた。敗けられない戦いのはずだった。そう言われて命を懸けてきた。生き残った兵士たちは動揺する。事実を確かめるため、病気の仲間を救うため、吉敷は投降を決意する。
昭和21年の暮れ、投降未遂で捕まった吉敷と田丸は、仲間によって監禁されていた。2人の逮捕監禁を命じた島田少尉は、仲間を捕虜に取られると直ちに隊を率いて米兵を襲撃し、7人全員を救い出す。日本兵の組織的抵抗を重く見た米軍は、グアム島から一個大隊を呼び寄せ、投降勧告ビラを撒いて探索網を広げる。この間、終戦を確信する吉敷は投降を諦めず、脱走の機会を窺う。

## 登場人物
本作品の登場人物は実在の人物とは一切無関係である。ただし大佐にだけはモデルがいる（#ペリリュー地区隊本部参照）。

### 第2小隊
歩兵第2聯隊第2大隊第5中隊第2小隊。水戸の第2聯隊は日本きっての精鋭部隊であるといわれる。なお、本作品中の歩兵第2聯隊は（実在の旧日本陸軍歩兵第2聯隊がモデルに見えるが）実在の団体とは一切無関係である。
西浜イワマツ陣地で戦闘配置につく。ここは飛行場に面した場所で、敵の予想上陸地点であった。ここに配置されたのは敵を撃退するためでなく「とりあえず殺れるだけ殺って死んでくれ」ということだった。
田丸均一等兵
本作品の主人公。当初21歳。歩兵第2聯隊第2大隊第5中隊、第2小隊所属の初年兵。生きて日本に帰って長生きして布団の上で安らかに死にたいと願っている。戦場で一喜一憂するその姿は現代人に通じるところがある。
漫画家志望。実家は水戸で「食堂たまる」をやっている。戦争前は家業を手伝いながら漫画を描いていた。一度だけ作品を雑誌に載せたことがある。日本に帰ったらペリリュー島での見聞を元に冒険漫画を描きたいと思っている。島ではいつも手帳に絵を描いている。著者によると、田丸の漫画家志望という設定は、戦争と直結しないパーソナリティを主人公像にもたせるためのものである。
戦闘配置につく前は、初め洞窟掘りを担当してたが、役に立たないと根本軍曹に言われて炊事係の荷運びの手伝いに回される。漫画を創作する性質を島田少尉に見込まれて功績係の仕事を頼まれる。功績係は戦死者の最期の様子を記録する係であるが、最初の仕事は転んで頭を打って死んだ小山一等兵の最期の勇姿を創作することだった。戦闘配置では、根本軍曹の分隊に配属され、西浜イワマツ陣地の塹壕で敵を迎える。西浜の戦いでは銃の引き金を引くが、整備不良のためか発砲できない。特攻を命じた根本軍曹が死んでホッとする。小杉伍長の指示により塹壕の土の中に潜って生き延びる。西浜の戦いの後は部隊が散り散りになり身動き取れなくなる。島田少尉らと合流し、天山の壕に落ち着く。壕では功績係として仲間の戦死状況の聞き取りを行う。水場の戦いでは運よく生き延びるが、仲間たちの大量死を前にして激しく動揺し、現場で座り込んで声をあげて泣いたり、不要不急なのに月齢を描き取ったり、走り逃げるときに思わず大声で叫んだりしてしまう。作戦の後、壕の中に白けた空気が漂い一人が堂々と自慰を始める。皆も始め、田丸も始める。田丸は敵が撒いたビラを読んで投降を少し考えてしまう。敵の砲撃により仲間が散り散りになり、敵兵に壕を焼かれて全ての物を失うが、吉敷や小杉伍長と共にコメを確保する。吉敷が高熱で倒れたときは、死んだ米兵のポケットから薬を獲ってきて吉敷に飲ませて回復させる。佐々木上等兵ら10人以上の兵士に頼まれてこれを仲間にする。小杉伍長にコメを持ち逃げされて飢えに苦しみ、吉敷以外の仲間を失い、米兵と乱戦になるなかで初めて人を撃ち殺す。島に残っていた子どものニーナとケヴィンと出会い、二人が米軍に保護されるように仕向ける。島田少尉らと合流し、糧秣奪取作戦に参加する。閉じ込められた片倉分隊の救出に加わる。敵襲を運よく免れ、敵襲直後の物資奪取隊に参加し敵陣深くに侵入する。その後もしばしば米軍陣地に忍び込んで映画鑑賞などをする。日本の降伏を確信した吉敷が投降を決意すると、これにつきあうことに決める。吉敷と共に投降未遂で捕まる。間違いを認めない吉敷が死刑に処されそうになると、率先して間違いを認め、吉敷に促して間違いを認めさせ、吉敷を死刑から救う。吉敷と共に脱走するときは、先におとりとなって走り出し、見張りの気をそらしている。島田少尉に撃たれた吉敷の遺体を隠したのち米軍に投降。その後日本から来た元軍人・鬼塚と共に説得工作を行い、小杉の仕込んだ酒で亡くなった者と島田少尉を除く33名を投降させることに成功した。
日本への帰還後は実家である食堂の手伝い（主に仕入れ）をしながら、功績係として戦死した戦友の遺族を訪ねて回った。そんな日々の中、知り合った人物・百瀬が漫画の出版をしていると聞いて漫画家になるという夢が再燃。デビューを果たし1980年代まで執筆活動を続けた。その過程で吉敷の妹・光子と結婚。耕助（後述の孫・後村亮の父親）、由里子の2子を儲ける。2015年、亮が訪ねた際には入院しており、病室を訪ねた亮に戦時中から戦後にかけての想い出を語る。2017年、死亡。亮が訪ねた時点で余命半年と言われていたが、1年半生き延びた。
吉敷佳助上等兵
当初21歳。初年兵だが訓練優秀のため飛び級で古参兵と同じ上等兵になった。同期の中で一人だけ抜擢された。同期の仲間に敬語を使われるのを嫌がる。
勇気があり判断も的確で銃も剣も強いが、本当は気が優しくて戦いに向いていない。瀕死の米兵がママと呟くのを聞いて嘔吐したり、その声が耳にこびり付いたりするなど繊細さを見せる。生きて日本に帰りたいと願うのが当たり前だと思っている。郷里に恋人がいそうだと言われてはぐらかしている。実家はコメ農家をやっている。家族に母親と妹がいる。父親は吉敷が10歳のとき心臓病で死んだ。妹の光子は心臓に父と同じ病気がある。
西浜の戦いでは田丸と同じ分隊で同じ塹壕に入る。塹壕から敵兵を撃ち全弾命中させる。7人を撃ち殺す。その後は田丸と共に行動し、水場の戦いから片倉分隊に属する。片倉分隊では、優秀な兵士で役に立つが、時おり戦闘に消極的な態度を見せる。殺伐とした片倉分隊の中で他の者と馴染めない。敵の砲撃をうけて左耳を負傷し、鼓膜が破れる。壕を焼かれて皆が散り散りになった後は田丸と行動を共にする。高熱で倒れるものの、田丸が獲ってきた薬が効いて助かる。耳の化膿はおさまったが聞こえにくいのは変わらない。その後10人以上に増えた仲間の指揮をとる。仲間を逃すために一人で敵を足どめするが、田丸以外の仲間を失う。島田少尉らと合流し、第5分隊長に抜擢される。米軍が島民を島に戻したのを見て祖国の敗北を推測し、さらに米軍のゴミ捨て場で新聞や雑誌を拾って日本の降伏を確信する。暴力を抑えよという亡父の教えを心に留め、また病気の仲間を救うためもあって、投降を決意する。田丸と共に投降未遂で捕まり監禁される。監禁されてもあくまで間違いを認めなかったが、島田少尉に銃を向けられると、田丸に促されて間違いを認める言葉を口にする。これにより田丸と共に拘束を解かれ病人の看護を命じられるが、その間も投降を諦めない。おとりの田丸に気をとられた見張りを飛び蹴りで倒し、田丸を連れて脱走する。追跡してきた島田少尉と銃を向けあうが結局撃たず、自身が致命傷を負う。移動中に亡くなり遺体は田丸によって隠されるも見つからず、捜索を請け負ったレモケット氏によると大型の動物によって持ち去られたのだろうと結論し、マリアからは「島の神さまに取られた」と語っている。
島田洋平少尉
当初22歳。歩兵第2聯隊第2大隊第5中隊第2小隊。田丸たちの小隊長であり、頼れる上官である。実家は軍人一家で父も兄も海軍だが自分だけ何となく陸軍に入った。親が連れてきた嫁と出征前日に結婚した。
与えられた命令「持久に徹すべし」の遂行につとめている。仲間の犠牲のうえで生きていることを悔しがる。いっそ最期に全員で敵陣に切り込んで華々しく玉砕できればいいが、仲間の死を無駄にしないためにも命令を遂行するしかないと語っている。味方の死を悼む行為が多く描かれる。空襲警報に驚いて転んで死んだ小山一等兵を悼んで涙を浮かべたり、野戦病院での集団自決の跡をみて手を合わせて涙を流したり、ケガ人をおとりにする作戦で仲間を死なせたことに涙したり、まとめて遺棄された日本兵の死体に長い時間手を合わせたり、セメントで埋められた守備隊本部の前に花を供えて手を合わせたりする行為である。
西浜の戦いで中隊長が戦死し、他の小隊長の生死も不明なので、第5中隊の指揮をとる。天山の壕を拠点とし、水・糧食・武器弾薬の調達に取り掛かる。皆の先頭に立って一人一人に仕事を与える。水を確保するため水場に出撃する際には、動けぬ重傷者たちに水を与えさせて死なせる。動けるケガ人たちをおとりにして、無傷の者を率いて水に汲みに水場へ向かう。この水場の戦いの直後にスコールが降って水の心配がなくなり、作戦自体が無駄になる。その後も持久戦に徹するが、敵の砲撃を受けて部下の多くを失って戦意を喪失し、片倉兵長に指揮を委ねて一人現場に残る。瀕死の部下一人一人の名前を呼んで声をかけてまわっているところで砲撃に倒れ、重傷を負って気を失う。泉一等兵に救われるが、負傷後しばらく動けなくなる。1か月かけて米軍陣地の動きを観察し、糧秣奪取作戦を立案する。敵陣地に侵入して糧秣を奪って全員無事に戻る作戦である。米軍が来なさそうな所の方々に缶詰とメッセージを残し、次の新月に北浜ツツジ陣地跡へ集まるように呼びかける。集まった兵士を率いて糧秣奪取作戦を敢行し、鬼気迫る感じを見せる。糧秣奪取作戦の成功以来、兵士の間で凄まじい人気を得る。片倉分隊の食人に関する噂については竹野内中尉に真相を隠す。中尉を捕虜にとられて敵に拠点の位置を知られたために敵襲を受け、多くの兵士を失い、自らも右肩を負傷する。米軍が島民を島に戻したと聞いて動揺する。吉敷らが拾ってきた新聞雑誌を敵の策略だと断定する。戦争に敗れていたらこんな満面の笑顔でいられるものか、生きて虜囚の辱しめを受けずの戦陣訓を旨とする祖国が降伏するはずがない、戦争は続いていると確信したという。本当に信じているかは分からない。投降未遂の吉敷と田丸を捕えさせ、監禁させる。吉敷らは逃亡と反乱の罪にあたり死刑に相当するが、内心は死刑にしたいとは思っていない。あくまで間違いを認めない吉敷に対し、死刑にしたくないがやむを得ないと言って銃を向け、間違いを認めさせる。その間、部下が米兵に捕まるや直ちに部隊を率いて現場に駆け付け、米兵を襲撃して捕虜7人全員を奪還している。米軍に戦力を知られることを覚悟してのことだった。
田丸と吉敷が脱走した際には自ら追跡するが、対峙した際に銃を向け合うも撃たなかった吉敷に致命傷を負わせる。小杉が仕込んでいた燃料用アルコールによって失明し、ジャングルをさまよってレモケット氏に保護された。日本へ帰還する船を見送り、その後はパラオ人「テオ・レモケット」として暮らし、1975年に田丸と再会した。墓地に作られた日本人慰霊碑の手入れをしており、墓守のテオ爺さんと呼ばれていたが、2015年に死亡した。
戦後、田丸が功績係として実家を訪ねた際、元海軍少将である父親の対応は淡々としたもので、むしろ弟の航大（3男）が混乱していた。周辺では軍の物資を横流しして財を築いたとも噂されていた。外伝10話によると自身も含めて身内の人事にも手を回し、安全な内地での後方勤務を手配していたそうだが、島田少尉はそこに反発して家の力が及ばない陸軍に志願したという。
根本茂夫軍曹
きびしい職業軍人、皆が見習うべき立派な軍人。戦闘配置につく前は田丸をよく殴っていた。洞窟掘りの役に立たない田丸・小山を炊事係の荷運びに回した。戦闘の目的を兵士に知らせたがらない。
西浜の戦いでは、田丸の属する分隊の分隊長。分隊が全滅するものと思っており、戦死者が出ても落ち着いている。援護の砲兵が潰されたと判断すると、残った分隊員を率いて敵戦車に特攻（自爆的攻撃）を仕掛けようとするが、絶命した角田上等兵の銃の暴発を受けて死亡する。25歳。軍人として無念の死に方であった。
田丸の功績係の仕事については、みな家族を思って戦場にいるのだから、これも大事な仕事であると尊重していた。妻と幼児2子とともに撮った写真を軍隊手帳に挿んでいた。
小杉伍長
戦闘配置につく前は炊事係をやっていた。西浜の戦いでは田丸と同じ分隊で、その副分隊長。特攻を命じた根本軍曹が死んでホッとする。田丸・吉敷の2人に指示して塹壕の土の中に潜って生き延びる。ケガをした2人に投降を勧める。死んだと思われたことを利用して姿を隠し、後をつけて様子見を決め込む。1か月ほど単独行動をとる。田丸らと合流した後も2人に投降を勧める。佐々木上等兵ら大勢の兵士に頼られると吉敷一等兵に命令して指揮をとらせ、備蓄のコメを全て持ち逃げする。その後たまたま田丸と吉敷が倒れているのを発見し、2人をニーナとケヴィンのひみつきちに連れて行く。破傷風に罹ったケヴィンを治すには薬が必要だと判断し、ニーナとケヴィンが米兵に保護される手筈を整える。この2年前に我が子を破傷風で亡くしていた。
分隊再編時の第4分隊長。敵襲直後に物資奪取隊を引率した後、姿をくらます。「脱走したようなもの」と自認している。マングローブ林の木の上の住処で暮らし、本隊から離れた高木二等兵や市村上等兵らを受け入れる。島田少尉の計らいによって、脱走兵でなくペリリュー持久部隊の別動隊という扱いになり、ペリリュー持久部隊親睦会に参加する。偵察中の片倉兵長と出会ったときには「逃亡兵」と呼ばれ「自分ひとり賢く立ち回っているつもりか」と指摘される。昭和22年1月末に季節外れの台風が上陸したとき、落ちてきた岩に左手の指4本を潰される。傷が膿み始め、残された時間が短くなる。生還のチャンスをつくるため吉敷を逃して投降させようと一計を案じ、混ぜ物を入れた大量の酒を元部下の市村上等兵らに渡し、隊の皆で宴会でもやれとそそのかす。島田少尉以下の皆は計略に乗せられ宴会を開き、酒を飲んで倒れていく。燃料用アルコールの混ざった酒を飲んだときの症状であった。その隙に小杉の思惑通り吉敷らが脱走する。その様子を監視していたが、片倉兵長に発見され撃ち合いとなり、片倉の片足を肩ごしの射撃で射貫くが逆襲された。戦死。27歳。
貧乏農家の生まれで、軍隊に残ったのは稼ぎがいいからだった。落石で失った指は妻の志津（シヅ）に「あんたの指 この指好きよ 悪さばかりする指だけど」と言われた指だった。一人息子の葬式の後、喪服の妻は小杉の背を抱き「無事に帰って来て あたしに また あんたと あんたの子を 抱かせて」と願っていた。
猪熊長治上等兵
古参兵だが実戦経験はない。顔に傷があるが、戦傷ではなく木から落ちたときについた傷である。田丸の水筒を間違って飲んで開き直ったり、その態度を咎めた吉敷をからったりする。カラダがデカい。西浜の戦いでは田丸と同じ分隊。塹壕から敵兵を撃ち2人を射殺する。全弾命中の吉敷を素直に褒める。塹壕に落ちてきた瀕死の米兵を銃底で殴り殺そうとするが、その米兵の自爆に巻き込まれて戦死する。22歳。
角田幸吉上等兵
西浜の戦いで田丸と同じ分隊。陰部に瀕死の重傷を負う。根本軍曹らの特攻を援護射撃するために立ち上がるが絶命して倒れる。22歳。絶命する際に銃の暴発事故をおこす。
下村豊上等兵
西浜の戦いで田丸と同じ分隊。頭部を大きくえぐられて戦死する。22歳。以上3人の上等兵は田丸が親しくなる間もなく戦死してしまった先輩たちであった。
泉康市一等兵
田丸と同期の初年兵。実家にいたころ、女みたいに化粧をして父親に殴られた。生きていたら両親を悲しませるから、お国のために死んだ立派な息子になりたいと願っている。まだ二等兵だったころ、古参兵たちから、女みたいなやつだ、下を脱いで男の証拠を見せろ、とイジメられているところを島田少尉に救われた。戦場では奪取物資の中にあった口紅を隠し持ち、密かに唇に塗って喜んでいた。心は女の子だと思われる。
戦地ではいつも島田少尉の側にいる。砲撃を受けて重傷を負った少尉の命を助け、少尉がケガで動けない間は少尉の世話をして少尉の指示どおりに動いていた。敵襲による混乱の中で少尉と離れ離れになる。一人で気を失っている間に米兵部隊に近寄られ、気が付いて逃げだす。背後から撃たれて倒れ、顔を切り裂かれて金歯を抜かれる。戦死。21歳。遺体は手に口紅を握りしめていた。糧秣奪取以降、初めて戦死した一等兵である。
最終巻の表紙にて、他の主要キャラは全て上半身裸で海の中を泳いでいる描写だが泉だけ上半身に肌着を着ている。これは「心は女性」の泉に対する作者の配慮と思われる。著者によると、トランスジェンダーを思わせる人物像は、戦争と無関係のパーソナリティを持たせるためのものである。
小山喜一一等兵
田丸と同期の初年兵。幼いころ大陸の戦争で父を失っている。そのときの隊長からの手紙によると、父は勇猛果敢に突撃して敵と刺し違え、天皇陛下万歳三唱（原文のまま）と共に壮絶なる最期を遂げたのだという。小山本人も父のように立派に戦って死にたいと願っている。
戦闘配置前の陣地構築で塹壕掘りを担当していたが、田丸ともども役に立たないと言われて炊事係の荷運びにまわされる。スコールの中で服を脱ぎズボンを降ろして体を洗った直後に空襲警報を聞いて驚いて転んで石に頭を打って死亡する。無駄死もいいところだと呆れる者もいたが、小隊長の島田少尉は小山の死を悼み、遺族への手紙に書くために小山の最期の勇姿を田丸に創作させる。田丸が創った話では、小山は敵戦闘機に応射し、敵機銃掃射を受けてもなお応戦し、天皇陛下万歳三唱（原文のまま）と共に壮絶なる最期を遂げたことになる。小山の父の最期も似たような事情だったかもしれないと想像した田丸は、嘘を書いたことに胸を痛める。
村上伍長
島田少尉の部下。西浜の戦いで爆撃を受け瀕死の重傷を負い、島田少尉に殺してほしいと頼む。
生島大尉
第3中隊長。西浜の戦いで島田にトーチカに行くよう勧めた。爆撃の後、本部の建物が崩壊し、鉄骨が腹部に貫通して死亡した。

### 西浜の戦いの生き残り
歩兵第2聯隊第2大隊第5中隊およびその他の中隊の生き残り。天山の壕を拠点にする。水場の戦いを前にして、中隊の縦割りを無視して再編し、太田少尉の率いるケガ人と、島田少尉の率いる無傷の者と、片倉兵長の率いる分隊とに分ける。
島田少尉、吉敷上等兵、田丸一等兵、泉一等兵
歩兵第2聯隊第2大隊第5中隊第2小隊の生き残り。詳しくは#第2小隊参照。
太田少尉
田丸たちとは別の中隊の少尉。水場に水を汲みに行って米軍の待ち伏せに遭う。同行した6人全員を失い、自らも負傷する。水を持ち帰れなかったとを兵士たちに謝罪する。ケガで片腕が動かなくなる。水場の戦いでは自らおとりを志願し、ケガ人を率いて水場へ行き、ほかのケガ人ともども敵の斉射を受けて犠牲になる
相田
腹いっぱい食わしてくれるならアメリカでもどこでも行きたいと言ってしまい、投降願望を疑われて片倉分隊の沖に殴られる。殴られたためか空腹のためかフラフラになり、不注意により不発弾を踏んで爆死する。この爆発が敵にみつかり敵の砲撃を誘発してしまう。これをきっかけに拠点の壕も襲われ、壕の中を全部焼かれてしまう。

#### 片倉分隊
西浜の戦いの生き残りのうち、片倉兵長が率いる分隊。隊員は戦闘に慣れており落ち着いている。敵を殺して糧食と武器を奪うという危険な調達方法を採る。返り血を浴びて帰ってくることがある。
水場の戦いでは鹵獲銃を用いて援護射撃を行う。島田少尉が本隊の指揮を放棄した後は、その隊員を吸収する。最後まで激しく米軍に抵抗する。片倉兵長の過激な方針に嫌気した川口・伊東が裏切りを企てて失敗する。その間に米兵部隊の接近を許す。洞窟の出口をセメントで塞がれ、片倉兵長ほか9人が閉じ込められる。うち4人が2か月後に救出される。
片倉憲伸兵長
分隊長。実家は日立の寺。死ぬまでに一人でも多くの敵を殺すのが職務だと信じており、隊の全滅を厭わない。戦闘時にも表情一つ変えない。吉敷から「この人はなんか怖えな」と思われる。戦闘を行った後には、動けない者は自決し、自決できない者には手を貸せと命令する。味方を殺して飯を奪った隊員を即座に刺し殺す。軍規を乱す者は死刑なのだという。部下に命じて米兵の死骸を晒しものにする。
川口と伊東の裏切りの際には、川口と多田の猿芝居を即座に見破り、背後から襲ってきた伊東の剣をかわし逆襲して頸を切る。米軍にセメントで洞窟の出口を塞がれても諦めずに内側からセメントを掘り崩そうとする。閉じ込められているうちに、空腹のあまり仲間の死骸に向かって体が勝手に動いて生き延びる。救出された直後は衰弱が酷く弱気になる。その後心身ともに回復したようであり、正気を失って叫び出した上野一等兵の喉を掻き切りったり、米軍陣地深くに侵入したときに米兵を殺そうとして吉敷上等兵と対立したり、投降しに行く吉敷を後ろから襲って生け捕りにするなど、以前のような振る舞いが戻っている。投降未遂の吉敷が偵察に行けなくなったため、以後は一人で偵察にあたる。部下の飛田と多田に吉敷を見張らせ、奴が脱走したら殺せと命じる。田丸、吉敷が脱走した際には偵察中に小杉と遭遇。撃ち合いとなって片足を失うけがを負うが、部隊全体が投降したことで治療されて生還した。
帰還後は地元の電器会社に就職。英語を学んで営業としてアメリカに出張しており、1972年のペリリュー島訪問では兄である住職が代理で参加している。後村や幸田がアポを取った際には創作で戦争を描くことに否定的な意見を述べて取材を断る。2016年に行われたペリリュー島戦没者慰霊祭では生き残った戦友として田丸と共に礼拝した。2017年に肺炎で死亡した。95歳。
外伝では1971年、出張で訪れたアメリカにて小杉の元妻・志津と知り合う。戦時中はぺリリューにいたと話したことで小杉のことを聞かれる。その場は知らないと惚けるも、帰国する前に手紙をしたため、小杉のことを伝える。片倉自身は淡々とだが、自分は未だにペリリュー島にいると述懐した。
吉敷上等兵
詳しくは#登場人物参照。水場の戦いから天山の壕を焼かれるまでの間、片倉分隊に所属していた。
山下勇太郎上等兵
水場の戦いで援護射撃しているときに跳ねた銃弾で頸を負傷して戦闘不能になる。片倉兵長に自決を命じられ手榴弾を渡される。遺骨は指1本、飛田上等兵が取りに行く。
飛田竜二上等兵
左頬に十字の傷がある。片倉兵長の言うことしか聞かない。川口らの裏切りのときは洞窟の外にいたが、逃げた川口を追ううちに米兵部隊の接近を許してしまい、仲間の籠る洞窟をセメントで塞がれる。米兵の残したゴミを漁って食いつなぎ、仲間を救うため一人で2か月間セメントを掘り続ける。田丸らに発見されたときは衰弱が激しかった。その後回復しており、吉敷・田丸の投降未遂の際には田丸を背後から拘束している。吉敷の監禁が解かれたあとは片倉兵長の命令により吉敷を見張る。皆が宴会をしても見張りを続け、酒も飲まない。しかし、おとりの田丸に気を取られ吉敷から飛び蹴りをくらって倒れた隙に吉敷・田丸を取り逃がす。
帰還後は母親と共に店を営んでいたが、3年後にヤクザの抗争による流れ弾に当たって死亡した。
沖直人上等兵
そばかすがある。本編では空腹により米軍に投降したいとつぶやいた仲間たちを殴り、外伝では命令に逆らう吉敷を殴ろうとするなど良くも悪くも旧日本軍然とした性格。同時に、不発弾により動けなくなった仲間を、自身も腕に大怪我をしている状態で助けるなど仲間想いな面もある。最後は、米軍の火炎放射器により仲間もろとも殺される。
川口秀夫上等兵
顎髭が特徴。片倉兵長に対し、分隊員みな空腹と疲労によって限界で明日にも全滅しそうだから、味方の備蓄を探してしばらく隠れることを進言するが、話を遮られて殴られる。伊東とともに片倉兵長に対する裏切りを企てる。失敗して逃げだすが、敵部隊に出くわし、銃撃を受けて四散する。
伊東悟上等兵
健二と行動をよく共にしていた。重傷を負って動けなくなった幼馴染の健二から、お前の手で殺してほしいと頼まれる。動けぬ者は死ねというのが片倉兵長の方針であった。伊東はうんざりして川口の企てに乗る。川口と多田の猿芝居がばれたのでやむなく片倉兵長を背後から襲うが逆に頸を切られる。
長内健二上等兵
大きい鼻が特徴。悟と行動をよく共にしていた。重傷を負って動けなくなり幼馴染の悟に、お前の手で殺してほしいと頼む
多田明正上等兵
食い物で買収され、川口と伊東の企てを手伝う。腹痛の演技をするが片倉兵長にすぐ見破られる。そのまま洞窟に閉じ込められる。救出され命は助かる。救出された後は人の死体に寄り付いて、サル、サル、と言うようになる。片倉兵長の命で飛田上等兵と共に吉敷を見張るが、見張り中に飲んだ酒に混ぜ物があって意識を失う。その後死亡したと思われる。
上野一等兵、久保一等兵
片倉兵長らとともに洞窟に閉じ込められたが救出される。衰弱から回復するが、敵襲から逃れるうちに正気を失う。久保一等兵は立ち止まって叫び出し、敵に撃たれて四散する。上野一等兵は、鳥を指差して敵だ敵だと叫び出し、片倉兵長によって喉を切られる。

### その他の兵
佐々木上等兵、野田、早川、出口、ほか総勢11人以上
田丸・吉敷・小杉を頼り、そして死んでいった兵士たち。戦闘配置が前線でなかったため実戦経験がない。佐々木上等兵が田丸たちに接触してきたときは5日間何も食べていなかった。皆で田丸たちから飯を分けてもらい、田丸たちの仲間に入れてほしいと頭を下げる。昼間は別行動すると言われると、置いていく気なら撃つぞと銃を向ける。後で銃を置いてきて謝罪して仲間に加えてもらう。野田は田丸が絵を描くのを知って、色白で長髪の女のヌードを描いてくれと頼む。他の者たちも次々に頼み、田丸は結局12枚のヌードを描くことになる（うち1枚は小杉伍長のための金髪外国人）。その後、食糧を全て小杉伍長に持ち逃げされて餓え始める。腐ったコメを食べて死んだり、魚をとりに海へ行って米軍に撃たれたりして7人が死亡する。佐々木上等兵は疲労困憊して正気を失い、棒立ちのまま小銃で敵戦闘機を撃ちつづけ、機銃掃射を受けて上半身を撃ち砕かれる。野田、早川、出口は逃げる途中に休憩したところで手榴弾攻撃を受けて斃れる。
滝田
隊内での散髪を担当した。外伝で名前が判明。

### ペリリュー地区隊本部
大佐
ペリリュー守備隊の隊長。戦闘開始前、隊長命令によりペリリュー島から島民を避難させる。開戦74日、菊田中尉に命じて本部の健在者全員を集める。天皇より称賛の言葉を受けること11回、目的を完遂したと見なし、ペリリュー地区隊本部における組織的戦闘の終結を宣言する。司令部に玉砕を伝える電文はサクラ、サクラ。拳銃で自決する。
大佐の姓名は明かされないが。本作品の登場人物で唯一モデルがいる。モデルはペリリュー島守備隊長の中川洲男大佐とされる。実在の中川州男の故郷の熊本県では、遺族の経営するギャラリーで本作品の原画展が行われたり、本作品の取材に関するNHKドキュメンタリー番組が特別に放映されたりしている。
菊田中尉
大佐に仕える。軍旗や機密書類を敵に渡さぬように焼却する。拳銃で自決する。
増野大尉
全員捕虜とならぬようにと大佐に後を託される。

### ペリリュー持久部隊
生き残りの日本兵が結集してできた臨時の部隊。結集当初は単に「部隊」とか「隊」とか呼ばれ、部隊名を称していなかったが、後にペリリュー持久部隊親睦会を開催している。本項では便宜上この部隊名を用いる。
糧秣奪取の誘いに応じて北浜ツツジ陣地跡に集まった兵士たちは、島田少尉の指揮により敵陣地へ侵入し、糧秣を奪って全員無事に戻ることに成功した。この糧秣奪取作戦は島田少尉が企画したものだった。それは生き残った者たちが団結して再起するための作戦であり、いずれ米軍を打ち破るための第一歩であった。セメントで閉じ込められた片倉分隊の救出もまた皆を団結させる機会として活かすためのものでもあった。この間ペリリュー地区隊本部の玉砕を確認した島田少尉は、部隊としての方針を検討した。
部隊の方針は、「持久に徹すべし」の命令を遂行するため、日本軍によるこの島の奪還作戦が始まるまで戦闘準備を整えて潜伏を続け、味方艦隊の到来を待ってこれに呼応して米軍を撃退するというものであった。臨時の措置として部隊を5つに分け、それぞれ別の日に奪取を行うこととし、第1分隊長は竹野内中尉、第2分隊長は加藤曹長、第3分隊長は島田少尉、第4分隊長は小杉伍長、第5分隊長は吉敷上等兵とした。奪取する物資は糧秣に限らず、武器弾薬から服・靴・衛生用品に至るまで長期持久に必要なあらゆるものを米軍から奪取することとした。
兵数は、工兵隊6名、海軍陸戦隊8名、他22名、竹野内中尉の部下と合わせて68名。生き埋めから救出された片倉分隊4名もこれに加わった。竹野内中尉の隊が敵陣に侵入して戻らず、その直後の敵襲により多数の戦死者が出た後は42名。田丸・吉敷脱走時の毒酒騒ぎで7名が死亡。脱走中に亡くなった吉敷と行方不明となった島田を除く計33名が投降した後に帰国した。
名目上の指揮官は竹野内中尉であったが、島田少尉の人望は高く、誰もが少尉を指揮官のように思っていた。
島田少尉
詳しくは#第2小隊参照。ペリリュー持久部隊の発起人。分隊編成時の第3分隊長。竹野内中尉が戻らなくなった後は、名実ともに持久部隊の指揮をとる。
竹野内中尉
東地区配置の第3大隊所属。慎重（臆病）な性格で、糧秣奪取作戦のために他隊と集合したときは加藤曹長に命じて他隊の兵士を銃で脅して身体検査をしている。糧秣奪取作戦では加藤曹長ら部下を参加させても自分は参加していない。片倉分隊救出活動には部下すら出していない。片倉分隊の食人の噂に動揺している。階級も年齢も下の島田少尉の人望にイラつく。部下になめられないように振舞うだけで精一杯である。
ペリリュー持久部隊の当初の指揮官。分隊編成時の第1分隊長。物資奪取のため隊を率いて敵陣に侵入するが全滅。自分一人生き残り米軍の捕虜になり、ペリリュー持久部隊が隠れ処を米軍に狙い撃ちにされるきっかけをつくる。
1972年、ペリリュー島への遺骨引き上げに際しては遠藤と名を変えて遺族として参加し、自分のミスで亡くなった者たちに心の底から懺悔していた。
加藤曹長
竹野内中尉の部下。しばしば中尉に命じられて隊員の指揮をとる。片倉分隊救出への協力を島田少尉から要請されたのを中尉が断ったときは、自分たちの中にも少尉と行動を共にしたいと思う者がいると少尉につたえたが、中尉を敬って仕えるのが筋だと少尉に諭された。
分隊編成時の第2分隊長。竹野内中尉の隊が敵陣に侵入してから戻らないことを報告していれば敵襲への備えができたのに、その報告をしなかったため敵襲による被害を拡大してしまう。部下は全滅。責任を感じ、敵前に身を晒して斉射を浴びて四散する。
吉敷上等兵、田丸一等兵、泉一等兵
詳しくは第2小隊参照。島田少尉の正式な部下。島田少尉の人気は凄まじく正式な部下というだけで皆から注目された。吉敷は第5分隊長に抜擢された。
入来周作上等兵
海軍上等兵とも。海軍陸戦隊所属。米軍を避けて海に飛び込んで泳いで逃げていたところを味方の哨戒艇に拾われた。逃亡兵として扱われ、逆上陸部隊に入れられてペリリュー島に戻ってきた。ペリリュー持久部隊では吉敷を分隊長と呼ぶ。
英語を得意とする。糧秣奪取作戦では米軍物資に貼られたラベルの意味を皆に教え、島田少尉に作戦成功の功労者と称えられる。敵襲直後の物資奪取隊に加わって敵陣深くに侵入し、そこで衛兵に疑われると米兵の振りをして英語で話しかけて切り抜ける。吉敷らが米軍のゴミ捨て場から拾ってきた英文記事を翻訳して皆に聞かせる。英語を話す入来は米兵からするとインテリ気取り（eggheaded）に見える。
赤痢とみられる病気の仲間を看病する。吉敷に投降の意思を打ち明けられたときは、終戦の事実を認めつつも、米軍に投降するのは危険であるとしてこれに反対する。吉敷の生命を救うため、その投降を島田少尉に知らせる。監禁された吉敷と面会し、投降の意思を改めるように説得する。外で声がしたので監禁場所から出て様子を見に行ったところで米兵に捕まって武装解除される。生け捕りにされるはずだったが、米兵マイクに刺される。マイクには兄を日本兵に殺された恨みがあった。入来は英語で命乞いをするが放置されて絶命する。戦死。28歳。
実家は千葉の造り酒屋で、東京の商社につとめていた。召集されて身重の妻を残してきた。妻の信子は明るく笑顔の絶えない、芯の強い女であった。入来の出征前夜に初めて涙を見せた。子供の名前は優作。
中田一等兵
入来と同じ海軍陸戦隊所属で、同じ経緯で島に戻ってきた。ペリリュー持久部隊では吉敷の部下。童貞。敵襲直後の糧食奪取作戦で敵陣に向かう途中、転んで足を骨折する。赤痢とみられる病気の仲間を看病するが、自分も感染して病気に罹る。吉敷の投降に期待する。田丸によって部隊全体が投降したことで治療を受けて生還する。
1972年、25年ぶりにペリリュー島を訪れた際には結婚していて、田丸の漫画を息子と一緒に読んでいると言い、サインをもらった。
木村一等兵
入来と同じ海軍陸戦隊所属で、同じ経緯で島に戻ってきた。童貞。赤痢とみられる病気で寝込む。昭和21年が暮れる前に病死する。
草加部
ペリリュー持久部隊親睦会で夢として日本の反抗を語る。旗を大山の掲げたときは涙していた。赤痢とみられる病気で寝込む。日本が降伏したという話を耳にして病床から這いあがり、「日本は降伏した？そんなことあるわけねー」、「これは負けられない戦い」、「勝つまで歯を食いしばる」、「だからみんな命をかけた」、「負けてもよかっただなんてそんなことあるわけねー」と訴える。まもなく病死する。
東
赤痢とみられる病気で寝込む。3人の病人の中で最初に病死する。
片倉兵長、飛田上等兵、多田上等兵、上野一等兵、久保一等兵
片倉分隊の生き残り。詳しくは#片倉分隊参照。
小杉伍長
詳しくは#第2小隊参照。分隊編成時の第4分隊長。のち本隊から離脱する。島田少尉の計らいにより、市村上等兵ら5人組や高木二等兵を名目上の部下にするが、事実上は指揮を放棄していた。
市村上等兵、加納、浜坂、勝田、梅崎
こいつらバカなんだと言われる5人組。花札を禁止されたことに不満を抱いて本隊から離脱し、小杉伍長の住処に転がり込む。隊を脱走したようなものだが、島田少尉は自分が小杉伍長の隊に5人を配属したという扱いにして丸く収める。5人は後に高木二等兵とともに小杉伍長の住処から移り、6人で小屋を建ててそこに住む。強姦する目的で、島の娘（マリア）を小屋に誘おうとして逃げられ、銃を向けて発砲する。所在を知られた小屋を逃げ出し、本隊に戻る。初め事情を隠していたが、高木の失言により事が露見し、皆に取り囲まれてリンチを受ける。島田少尉の命令によって（リンチから保護する意味もあって）監禁される。殴られた後遺症か何かで勝田が死ぬ。米軍に捕まるが、味方によって直ちに解放される。以後、監禁を解かれ、監視付きで使役される。小杉伍長から高木がもらった酒を飲んだのが監視にばれ、もっと酒を貰おうとして高木や監視と共に小杉伍長を探す。そこに現れた小杉伍長に騙されて、混ぜ物入りの大量の酒を隊に持ち込む。
高木和男二等兵
第2大隊第3中隊所属。島でリン鉱石の採掘をしていて現地徴集された。バカなのだといわれる。大山の本部がセメントで埋められたのを知った島田少尉らが手を合わせている時でも手を合わさず、その帰路で一同哀しみで黙っている時でも一人楽しそうに喋っていた。口止めされていたのに片倉分隊の食人の噂を広めてしまう。泉一等兵に対して、心は女の子なんだろうと指摘して、そこに付け入ろうとする。その後いつの間にか小杉伍長の住処に居る。訪れた田丸たちから泉一等兵が死んだことを聞いて「死んだのならいいや」と言って変に思われる。のち市村上等兵らと共に6人で行動する。島民のお姉さん（マリア）に声をかけて逃げられたことを皆の前で言ってしまい、6人がリンチ・監禁を受けるきっかけをつくる。監禁中も反省せず「くそー なんでこんな目に」などと呟いている。監視付きで使役されているときに、密かに接触してきた小杉伍長に吉敷らの投降未遂事件を教えて酒をもらう。
子供のころに家族とは死別。パラオで世話になっていた親類も戦災によって行方が知れず、天涯孤独な状況に絶望していたが故のやけっぱちだった。米軍に投降して日本に送還されたが、当てにできる親類も無く、尚更途方に暮れていたところを田丸に誘われ、帰省した実家である「たまる食堂」で働くようになり、漫画家になった田丸に代わって食堂を継いだ。本人は養子になりたかったが、田丸の父に「親から受け継いだ名前を大事にしろ」と諭される。その後、ペリリュー島への訪問を誘われても仕事を理由に断っていたが、当時の自分の馬鹿さ加減を悔やんでおり「均さんにはとても言えないけど、俺はペリリュー島には二度と戻りたくない。戦争中のことは何も思い出したくない。あの頃の自分が嫌いだから」と、晩年酒に酔った際に語っていたことを娘が話している。
安仁屋、金城、比嘉、我那覇
軍属。もとは沖縄から出稼ぎで来て漁師をやっていた。陣地設営のために集められた。持久部隊の糧秣を盗み、再び盗みに行ったところで捕らえられる。沖縄語を話す。謝罪して許される。潮が引いたときだけに現れる広い洞窟を教える。持久部隊の仲間に加わる。当初は髪も髭もぼうぼうであったが髪を切り髭を剃って人相が変わる。捕虜7人奪還作戦で初めて銃を撃つ。
帰還後はアメリカ軍政下の沖縄に帰ったが、1972年時には連絡が取れず、消息不明となっていた。1975年、戦死者の遺骨収集の記事を書く記者を介して消息が判明。沖縄海洋博見物も兼ねて沖縄を訪問した田丸と再会した。金城は自発的に沖縄戦死者の遺骨収集をしている。安仁屋は実家の製糖工場を引き継いで立て直した。我那覇は今も漁師をしている。比嘉は長らく職にあぶれた末に米軍基地の仕事を見つけた。
比嘉が働き始めた頃に米兵による現地女性への暴行事件が起こり、被害者は我那覇の身内だった。そのことで仲違いしているが、内心では互いにどうにもならないことなのは理解しているようで比嘉が仕事中の事故で病院に担ぎ込まれた際には我那覇も駆けつけている。
金城は故郷の村そのものが沖縄戦で消滅しており、現在は米軍基地となっている。身内の消息は杳として知れず、遺骨収集をしているのも「自分の身内かもしれない」という意識からで、未だに戦争に対するけじめが付かないでいる。

### 島民
ニーナ・トミコ・レエルールク
こうがっこう3ねんせい。おとうさんがつくった「ひみつきち」で弟のケヴィンと暮らしている。おかあさんは空襲で死んだ。おとうさんは外の様子を見に行ったきり帰ってこない。おとうさんを探しに時々外に出るが、いつも見つけられずに帰る。日本語を話す。日本の唱歌をうたえる。田丸に言われた通りにして弟と共に米軍に保護される。後に島民約2百人の1人として米軍の艦に乗って島へ帰還する。
成人後は結婚し3人の子に恵まれる。1975年にレモケット氏の墓前に立つ田丸と再会し、義理の両親であるテオとマリアに引き合わせた。戦争中の出来事はほとんど覚えておらず、田丸に名を聞かれて思い出した。
ケヴィン・ナカタ・レエルールク
姉のニーナと常に一緒にいる。破傷風に罹る。成人後は本島で貿易関係の仕事に就いており、1975年に田丸と再会している。
マリア・レモケット
島民のお姉さん。ニーナとケヴィン、それとケヴィンにおじいちゃんと呼ばれる老人と共に4人で暮らしている。4人一緒に島へ帰還した。ニーナとケヴィンとは本当の親子のようになっている（叔母か従姉か何か）。日本語を話す。
一人で蟹を獲っているところを市村上等兵に声をかけられ小屋に誘われる。断って立ち去ろうとしたところ、他に5人の日本兵が急に現れたので驚いて走って逃げ出す。銃を向けられ発砲される。命からがら村まで逃げのびる。
外伝によると既婚者で、夫のショウンとの間に一子を得ていた。だが、ショウンは軍属としてペリリュー島に残って戦死。子供も戦後の物資不足による栄養不足で亡くした。絶望に苛まれていたが、米軍に保護されて本島に送られてきたニーナとケヴィンを引き取る。
その後はテオと名を変えた島田少尉と共にニーナとケヴィンを育てた。
レモケット
ペリリュー島に帰還してきた村の村長。帰還する田丸に吉敷の遺体と島田少尉の捜索を依頼される。入植しながらも戦争で国に帰ってしまった日本人に内心失望していた。

### アメリカ
マイク・クレイ一等兵
戦後に駐屯してきたアメリカ兵。後述の兄であるデビッドや、義兄となるはずだったロジャーがペリリューで戦死したため、島で持久戦を続けていた日本兵を許せず助けを乞う入来を見捨てた。だが、田丸が投降してきた際には若干の葛藤する様子を見せたが、冷静に対処していた。
デビッド・クレイ一等兵
外伝で登場したアメリカ兵。マイクの兄。ペリリューへの上陸作戦で義兄であるロジャーを失い、3日で終わると言われていた島の平定作戦の長期化に精神が疲弊する。言葉にならない迷いに婚約者であるメアリへの手紙も書けない（書こうとしても何を書けば良いのか分からない）日々だった。メアリからの手紙で持ち直そうとしたが、助けようとした瀕死の日本兵に殺害される。

ニック、トム
外伝で登場したアメリカ兵。デビッドの仲間。
ニックは、ペリリューの戦いで精神が疲弊し、悲鳴をあげ、デビッドにかみつく。
トムは、日本兵の首を斧で切り、頭蓋骨を持って帰ろう磨き続けていた。
オリバー・ブライト
外伝で登場した人物。退役軍人で連合軍による占領中は日本に駐在していたという。小杉の元妻だった志津と結婚した。アメリカ人らしく妻への心遣いを欠かさないが、志津に何かしら心残りがあるのは察していた。

### 日本
鬼塚少将（おにづか-しょうしょう）
元日本軍パラオ地区集団参謀長。戦後、田丸の米軍投降を切っ掛けにペリリュー島に呼ばれた。田丸と共に生き残っていた自給部隊を説得する。部隊が潜伏していた洞窟内に籠った臭気（当の本人たちは馴れてしまい気付かなかった）に嘔吐していた。
連合国による軍事裁判で戦争犯罪者に関して証言をしたとのこと。
志津（しづ）
小杉の妻。一途な恋女房だったが、田丸が家を訪れた際には交際していた米兵を追って姿を消していた。
外伝では夫の戦死が伝えられて以降、言い寄ってくる男や適当なところへ片付けようと世話を焼こうとする隣人に悩まされる。戦後に生存の報があり手紙を書くが、再び戦死したと伝えられる。以前から言い寄られていた男に襲われかけた際に助けてくれた米兵・サイモンと結婚・渡米するが、朝鮮戦争でPTSDを負った夫からのDVを受けるようになり、離婚。その後もアメリカに残留し、日本料理屋などで働いているうちに退役軍人オリバー・ブライトと知り合い、再婚。
1971年、夫の取引先として渡米してきた片倉と知り合う。当初は小杉を知らないと言った片倉だったが、帰国する際に志津に残した手紙から小杉の最期の地を知る。
渡米してから、2番目の夫から付けられた愛称「スージー」を名乗っている。
光子（みつこ）
吉敷の妹。筑波で母や親戚と農業をしていたが、田丸と知り合い結婚。田丸と共にペリリュー島への遺骨収集にも参加した。早逝した父親含めて蒲柳の質があったが、2人の子に恵まれる。2002年ごろには軽い認知症と体調の悪化を見せ、2003年・春に亡くなる。
百瀬（ももせ）
功績係として各地を巡っていた田丸と居酒屋で知り合った人物で、漫画の出版社を経営している。戦時中は分隊長として中国で戦ったようで、一緒に呑んでいた部下によると匪賊退治で名を馳せたとのこと。
外伝では、持ち込まれた田丸の作品を評価しつつ意見をして作品の完成度を高め、連載終了時の打ち上げにも参加していた。
後村 亮（あとむら りょう）
出版社に勤務する編集者。田丸均の孫だが、その容姿は大伯父にあたる吉敷佳助によく似ている。2015年時（30歳）で結婚の準備中、テレビから流れたニュースから父方の祖父である田丸がペリリュー島からの帰還兵と知る。祖父や同じような戦中派に取材を重ね、2017年に初めてペリリュー島を訪れた。
幸田 一（こうだ はじめ）
亮が担当している漫画家。田丸とペリリュー島の話を聞き、取材を申し込む。そして田丸を始めとした多くの証言を基に漫画を描く。
田丸耕助（たまる こうすけ）
外伝で登場した田丸均の長男。若干目元が眠たげだが、彼も伯父である佳助によく似ている。1990年、亮が6歳の頃に事故で亡くなった。
忙しくも家族を大切にする父親・均を慕っていたが、自身が漫画などから無邪気に憧れていた戦争が父にとっての鬼門であることに気付く（父以外の戦中派の大人たちに「どこか怖いもの」を感じてはいた）。
戦時中のことはとても問いただせなかったが、父と伯父である佳助が南の島で笑っている絵を描いて父に贈った。
田丸由里子（たまるゆりこ）
外伝で登場した田丸家の長女。顔は田丸均に似ている。日本舞踊を習っていた。本編には名前のみ（連絡先の確認と電話による連絡）の登場。成人後は美容師となり、由奈（ゆな）、里奈（りな）、光（ひかる）と3人の子をもうける。

## 書誌情報
- 武田一義（著）・平塚柾緒（原案協力）『ペリリュー-楽園のゲルニカ- = PELELIU GUERNICA OF PARADISE』白泉社〈YOUNG ANIMAL COMICS〉[47]、全11巻
  1. 2016年7月29日発売、ISBN 978-4-592-14187-7
  2. 2017年1月27日発売、ISBN 978-4-592-14188-4
  3. 2017年7月28日発売、ISBN 978-4-592-14189-1
  4. 2018年2月28日発売、ISBN 978-4-592-14190-7
  5. 2018年7月27日発売、ISBN 978-4-592-16215-5
  6. 2019年1月29日発売、ISBN 978-4-592-16216-2
  7. 2019年7月29日発売、ISBN 978-4-592-16217-9
  8. 2020年1月29日発売、ISBN 978-4-592-16218-6
  9. 2020年7月29日発売、ISBN 978-4-592-16219-3
  10. 2021年1月29日発売、ISBN 978-4-592-16220-9
  11. 2021年7月29日発売、ISBN 978-4-592-16365-7
- 武田一義（著）・平塚柾緒（原案協力）『ペリリュー―外伝―』白泉社〈YOUNG ANIMAL COMICS〉、全4巻
  1. 2022年7月29日発売[6]、ISBN 978-4-592-16366-4
  2. 2023年7月28日発売、ISBN 978-4-592-16367-1
  3. 2024年7月29日発売、ISBN 978-4-592-16368-8
  4. 2025年7月29日発売、ISBN 978-4-592-16369-5

## アニメ映画
2025年12月5日に東映配給で公開予定。アニメーション制作はシンエイ動画と冨嶽。監督は久慈悟郎、脚本は西村ジュンジと武田一義。

### スタッフ
- 原作 - 武田一義[11]
- 監督 - 久慈悟郎[11]
- 脚本 - 西村ジュンジ、武田一義[11]
- 制作 - シンエイ動画、冨嶽[11]
- 配給 - 東映[11]